# Revue – Magazine for the Next Society
Revue – Magazine for the Next Society (Eigenschreibweise REVUE – Magazine for the Next Society) war ein von 2007 bis 2014 erscheinendes Gesellschaftsmagazin mit Sitz in Berlin.
Die REVUE erschien monothematisch viermal im Jahr, sie behandelte Themen aus den Bereichen Wirtschaft, Kunst und Kultur, Gesellschaft und Entrepreneurship. Von 2007 bis 2012 erschien sie unter dem Namen REVUE für postheroisches Management.
Herausgegeben wurde das Magazin von Bernhard Krusche, Dirk Baecker, Gesche Joost, Thomas Sattelberger und Loring Sittler. Es erschien im Verlag Zukunft & Gesellschaft GmbH.